# Prodecatoma petrodoma
Prodecatoma petrodoma is een vliesvleugelig insect uit de familie Eurytomidae. De wetenschappelijke naam is voor het eerst geldig gepubliceerd in 2004 door DalMolin, Melo & Perioto.